# American Dream (álbum)
American Dream (estilizado em letras minúsculas) é o terceiro álbum solo de estúdio e álbum de trilha sonora de estreia do rapper 21 Savage. O álbum foi lançado em 12 de janeiro de 2024, pela Epic Records e Slaughter Gang. O álbum conta com participações de Travis Scott, Young Thug, Doja Cat, Brent Faiyaz, Lil Durk, Summer Walker, Mariah the Scientist, Burna Boy e Metro Boomin. O álbum é uma continuação de seu álbum solo anterior, I Am & I Was (2018) e é seu primeiro álbum solo em mais de 5 anos. Ele sucede o álbum Her Loss (2022), com o Rapper Canadense Drake.

## Histórico
Em novembro de 2022, 21 Savage se uniu a Drake para lançar seu álbum de estúdio colaborativo, Her Loss, o primeiro projeto completo de Savage desde 2020. Após o lançamento do álbum, em julho de 2023, 21 Savage e Drake embarcaram em uma turnê de 72 shows pela América do Norte, na turnê, Drake afirmou que ele e Savage estavam trabalhando em cada um de seus álbuns solo de estúdio, referindo-se a American Dream e For All the Dogs. Em 7 de agosto de 2023, Savage mais uma vez sugeriu o lançamento de o álbum, acessando o Twitter para afirmar que "está na hora", provocando o disco. Depois de voar para Londres em novembro de 2023, sua cidade natal que abalou o mundo após ser exposto à internet, Savage encabeçou seu primeiro show em Londres na The O2 Arena enquanto afirmava que seu "álbum finna drop" e que seus fãs deveriam "se preparar". Após seu anúncio não oficial, em dezembro de 2023, outdoors e banners começaram aparecer, aumentando ainda mais a promoção do álbum e aumentando ainda mais sua expectativa. começou a aparecer em Atlanta
Em 8 de janeiro de 2024, Savage anunciou que um filme biográfico sobre si mesmo, estrelado por 21 Savage, Donald Glover e Caleb McLaughlin intitulado American Dream: The 21 Savage Story seria lançado no Dia da Independência. No mesmo dia, Savage postou o trailer do filme em seu canal oficial no YouTube, mostrando uma prévia de uma faixa do álbum e anunciando que a música inspirada no filme está disponível para pré-encomenda.. Apenas um dia depois, em 9 de janeiro de 2024, Savage acessou suas redes sociais para postar a capa oficial do álbum e anunciou que seria definido com lançamento previsto para 12 de janeiro de 2024.
Dias depois, em 10 de janeiro de 2024, Savage começou a provocar recursos do álbum depois de postar fotos de bebê de Young Thug, Summer Walker e Brent Faiyaz. Apenas um dia depois, em 11 de janeiro de 2024, Savage novamente acessou seu Instagram para postar mais fotos de bebês de Lil Durk, Doja Cat, Travis Scott e Mariah the Scientist.

## Faixas
| N.º            | Título                    | Compositor(es) | Produtor(es)                     | Duração |  |
| 1.             | "American Dream"          | | Spliff Sinatra ibmixing          |         |  |
| 2.             | "All of Me"               | Abraham-Joseph Summer Walker Brown Cooper Tye Gibson Faith Evans Carl Thompson                                       | Spliff Sinatra                   |         |  |
| 3.             | "Redrum"                  | Ruben Bailey Sterling White Isaiah Brown Billie Calvin                                                               | London on da Track               |         |  |
| 4.             | "N.H.I.E."                | Abraham-Joseph Kavi Iybarger Park Min Geon Tyrese McGriff Paola Barba                                                | McKenzie Scribz Riley Jonah      |         |  |
| 5.             | "Sneaky"                  | Abraham-Joseph Mariah Buckles Atia Boggs Ahmar Bailey Jonas Lee Iybarger Yousef Sameh Davis                          | Coupe                            |         |  |
| 6.             | "Pop Ur Shit"             | | Metro Boomin Ritter              |         |  |
| 7.             | "Letter to My Brudda"     | Abraham-Joseph Durk Banks Wayne Jahmal Gwin                                                                          | Kxvi g06beatz Lil Tyh            |         |  |
| 8.             | "Dangerous"               | | Metro Boomin BoogzDaBeast        |         |  |
| 9.             | "Née-Nah"                 | Abraham-Joseph Jeffery Williams Leland Wayne Allen Ritter                                                            | Metro Boomin                     |         |  |
| 10.            | "See the Real"            | Abraham-Joseph Christopher Wood Ronald LaTour David Patino Johnny Juliano Donald De Grate Joel Hailey Darryl Pearson | OG Parker Smash 10 Rock          |         |  |
| 11.            | "Prove It"                | | ibmixing Coupe Tye Beats         |         |  |
| 12.            | "Should've Wore a Bonnet" | | Cardo Dpat Johnny                |         |  |
| 13.            | "Just Like Me"            | Abraham-Joseph Jocelyn Donald Jordan Holt-May Dez Joshua Parker Smash 10 Rock                                        | Metro Boomin BoogzDaBeast        |         |  |
| 14.            | "Red Sky"                 | Abraham-Joseph Jacques Webster Wayne Whitehead                                                                       | Honorable C.N.O.T.E.             |         |  |
| 15.            | "Dark Days"               | Abraham-Joseph Carlton Mays Jr.                                                                                      | Kid Hazel Lee Kxvi [a] Sameh [a] |         |  |
| Duração total: | Duração total:            | Duração total: | Duração total:                   | 49:49   |  |

Notas
↑[a]  significa co-produtor
- "Redrum" contem vocais de Usher
- "Letter to My Brudda" contem vocais de Paola Barba e 21 Lil Harold
- "Dangerous" contem vocais de 21 Lil Harold
- "Dark Days" contem vocais de Atia Boggs
- "Red Sky" contem vocais de Tommy Newport